# Момичето от мочурището
„Момичето от мочурището“ (на английски: The Marsh King's Daughter) е предстоящ психологически трилър от 2023 г. на режисьора Нийл Бъргър и е адаптация на едноименния роман от 2017 г., написан от Карън Дион. Във филма участват Дейзи Ридли, Бен Менделсон, Гарет Хедлънд, Карън Писториус, Бруклин Принс и Гил Бирмингам.
Премиерата на филма излиза по кината в Съединените щати на 3 ноември 2023 г. от Lionsgate и Roadside Attractions.

## Актьорски състав
- Дейзи Ридли – Хелена Пелетиър
  - Бруклин Принс – малката Хелена Пелетиър
- Бен Менделсон – Джейкъб Холбрук
- Гарет Хедлънд – Стивън Пелетиър
- Карън Писториус – Майката на Хелена
- Джоуи Карсън – Мариголд Пелетиър
- Гил Бирмингам – Кларк

## Снимачен процес
Снимките започват на 7 юни 2021 г. в Онтарио, Канада и приключват на 6 август 2021 г.

## В България
В България филмът излиза по кината на 17 ноември 2023 г. от „Александра Филмс“.